# Sangar
Sangar (em hebraico: שַׁמְגַּר‎, Šamgar), filho de Anate, foi o terceiro juiz de Israel, sucedendo a Eúde (segundo o capítulo 3 do livro de Juízes).
Sangar matou seiscentos filisteus com uma aguilhada de boi.
No capítulo 4 do livro de Juízes, o juiz que sucede a Eúde é Débora.
Esta aparente contradição é explicada como se Sangar fosse juiz ao mesmo tempo que outro juiz.
Eusébio de Cesareia junta Sangar com Eúde, fazendo-os juízes ao mesmo tempo, e atribuindo o período de 80 anos (mencionado em Juízes 3:30) que a terra de Israel ficou livre da opressão ao período em que ambos foram juízes. Pelos cálculos de Jerônimo de Estridão, o período atribuído a Eúde foi de 1404 a 1 324 a.C.
Adam Clarke, citando Calmet, interpreta esta aparente contradição como se Sangar fosse o juiz na região de Judá e Débora fosse a juíza na região de Efraim.
Já John Gill interpreta o texto que dá Débora como sucessora de Eúde como se o período em que Sangar foi juiz tivesse sido muito curto, e o povo de Israel não teria sido reformado no seu período.